# 近重真澄
近重 真澄（旧字体: 近重 眞澄、ちかしげ ますみ、1870年6月1日（明治3年5月3日） - 1941年（昭和16年）11月16日）は、日本の化学者、文人。理学博士。専門は理論化学、無機化学、有機化学、金相学（メタログラフィー、Metallography）。

## 来歴
現在の高知県高知市出身。第一高等中学校、東京帝国大学理科大学化学科を卒業した。第五高等学校、京都帝国大学で教授を務め、京都帝大では理学部長、化学研究所初代所長にも就任した。大学外では、日本化学会会長も務めた。